# Trương Hiến
Trương Hiến (chữ Hán: 张宪, ? – 1142), tướng lãnh nhà Nam Tống trong lịch sử Trung Quốc. Ông là ái tướng của Nhạc Phi, vì cự tuyệt hãm hại chủ soái mà chịu chết oan.

## Khởi đầu binh nghiệp
Không rõ tịch quán của Trương Hiến, có thuyết cho biết ông là người Lãng Châu , nhưng không thể chứng minh. Không rõ thiếu thời của Hiến, chỉ biết từ niên hiệu Kiến Viêm (1127 – 1130) thời Tống Cao Tông, ông đã phục vụ dưới quyền của Nhạc Phi.
Năm Thiệu Hưng thứ 2 (1132), Hiến theo Nhạc Phi đánh dẹp Tào Thành. Tào Thành thua chạy về Liên Châu, Hiến cùng chư tướng nhận lệnh vừa tiến quân vừa chiêu hàng, được hơn 2 vạn nghĩa quân. Tào Thành lại thua chạy, có Hác Chánh chạy ra Nguyên Châu, đánh tiếng báo thù cho Tào Thành, khiến bộ hạ đều chít vải trắng, quan quân gọi là Bạch cân tặc; Hiến chỉ mất 1 hồi trống là bắt được hắn ta. Quân đội của Nhạc Phi bình định vùng Lĩnh Biểu, sang năm sau tiếp tục đánh dẹp nghĩa quân ở các quận Tuần, Mai, Quảng, Huệ, Anh, Thiều, Nam Hùng, Nam An, Kiến Xương, Đinh, Thiệu Vũ; Hiến đang ở chức Thần Vũ phó quân thống lĩnh quan, Vũ công lang, Các môn tuyên tán xá nhân, nhờ công được thăng làm Vũ lược đại phu, Cát Châu thứ sử. 

## Tham gia kháng Kim
Năm Thiệu Hưng thứ 4 (1134), Nhạc gia quân tiến hành cuộc Bắc phạt đầu tiên, Hiến nhận lệnh giành lại Tùy Châu, tướng giữ thành là Vương Tung bỏ trốn. Tiếp đó, Hiến theo Nhạc gia quân tiến đến Đặng Châu, cách thành 30 dặm thì gặp mấy vạn binh ngụy Tề - Kim đón đánh; Hiến nhận lệnh cùng Vương Vạn, Đổng Tiên đem kỵ binh đột kích, khiến kẻ địch tan vỡ, Nhạc gia quân thừa thắng giành lại Đặng Châu.
Năm thứ 6 (1136), Nhạc gia quân đang đồn trú Tương Dương, 5 vạn binh của tướng ngụy Tề là bọn Tây Kinh thống chế Quách Đức, Ngụy Nhữ Bật, Thi Phú, Nhâm An Trung xâm phạm Đặng Châu, Nhạc Phi sai Hiến cùng bọn Hác Chỉnh, Dương Tái Hưng đem 1 vạn binh nghênh chiến. Giằng co 2 ngày, bọn Hiến vờ thua, dẫn dụ quân Tề vào ổ mai phục mà đánh bại, bắt được Quách Đức, Thi Phú, giành lấy hàng trăm thớt ngựa, thu hàng cả ngàn binh sĩ.
Năm thứ 7 (1137), Nhạc Phi về nhà chịu tang mẹ. Trước đó, Nhạc Phi phản bác tất cả đề nghị về nhân sự của Trương Tuấn (tự Đức Viễn), khiến ông ta tức giận. Đến nay, Nhạc Phi muốn Hiến coi thay việc quân, nhưng Trương Tuấn không đồng ý, tâu xin lấy Trương Tông Nguyên làm Tuyên phủ phán quan, giám quân của Nhạc gia quân.
Năm thứ 10 (1140), người Kim xé bỏ hòa ước, vì thế Nhạc gia quân lại bắc phạt; Hiến nhận lệnh tấn công tướng Kim là Hàn Thường ở phủ Dĩnh Xương, đánh bại hắn ta và chiếm được Dĩnh Xương. Vài ngày sau, Hiến thừa thắng chiếm thêm phủ Hoài Ninh. Tiếp đó, Kim soái Ngột Truật đem 12 vạn binh đến huyện Lâm Dĩnh, đánh bại và giết chết tướng Tống là Dương Tái Hưng. Hiến đưa quân chống lại Ngột Truật, đánh bại và giết 8000 kẻ địch. Bộ tướng của Hiến là Từ Khánh, Lý Sơn đánh bại 6000 binh Kim ở đông bắc Lâm Dĩnh, bắt trăm thớt ngựa, đuổi dài 15 dặm, khiến Trung Nguyên chấn động. Gặp lúc Tần Cối chủ trương nghị hòa, ép Nhạc Phi lui quân, Hiến cũng theo ông ta trở về.

## Hàm oan mà chết
Năm thứ 11 (1141), Nhạc Phi chịu mất binh quyền. Tần Cối sai Trương Tuấn (tự Bá Anh) ép buộc bộ tướng của Nhạc Phi là Vương Quý, dụ dỗ Vương Tuấn vu cáo rằng Hiến có mưu đồ khởi sự ở Tương Dương, hòng giành lại binh quyền cho Nhạc Phi; rồi sai Vương Quý đi bắt Hiến. Hiến còn chưa đến, Trương Tuấn đã sắp sẵn hình cụ để đợi. Trương Tuấn đích thân ép buộc Hiến vu cáo rằng: đã nhận được thư của Nhạc Vân, lệnh cho ông tính kế giành lại binh quyền. Hiến bị tra khảo, cả mình không còn chỗ nào lành lặn, mà vẫn không khuất phục. Vì thế Trương Tuấn tự tay ngụy tạo khẩu cung của Hiến, rồi giao ông cho Đại Lý tự.
Tháng 10 ÂL, cha con Nhạc Phi, Nhạc Vân bị bắt vào Đại Lý tự. Tháng 12 ÂL (đã là tháng giêng DL năm 1142), Nhạc Phi chịu ban chết, Hiến cùng Nhạc Vân bị xử trảm ở chợ của kinh đô Lâm An.
Khi ấy, Hiến đang ở chức Lãng Châu quan sát sứ, Ngự tiền Tiền quân thống chế, Quyền Phó đô thống. Ban đầu Đại Lý tự phán quyết Nhạc Phi đáng chém, Hiến đáng thắt cổ, còn Nhạc Vân không phải chết, nhưng Tống Cao Tông lại giáng chiếu ban chết cho Nhạc Phi, xử chém Hiến và Vân. Thư gởi Hiến của Nhạc Vân không hề được đưa ra, Hàn Thế Trung từng cật vấn Tần Cối, Cối đáp: "Có lẽ có".
Hiến chịu tội chết, gia sản bị tịch biên. Năm thứ 32 (1162), Hiến được khôi phục làm Long Thần vệ Tứ Sương đô chỉ huy sứ, Lãng Châu quan sát sứ, tặng Ninh Viễn quân Thừa tuyên sứ, con cháu được lục dụng.